# Кошик, Марио
Марио Кошик (словац. Mario Košik; род. 1969, Пьештяни) — словацкий дирижёр.
В 1989 г. окончил Братиславскую консерваторию по классу скрипки. В 1994 г. окончил Высшую школу исполнительского искусства в Братиславе, ученик Быстрика Режухи, занимался также под руководством Людовита Райтера.
В 1999 г. выиграл международный конкурс на замещение вакантной должности Карловарского симфонического оркестра и руководил им в 2000—2003 гг. Работал также с рядом других чешских музыкальных коллективов, в том числе с Моравским филармоническим оркестром, во главе которого в 2006 г. успешно гастролировал в Японии. С 2002 г. работал как балетный дирижёр в Словацком национальном театре. В 2007 г. возглавил Симфонический оркестр Словацкого радио.
Записал с различными словацкими оркестрами альбомы произведений Амарала Виейры, Миро Базлика, Евгения Иршаи, диск «Словацкие скрипичные концерты» (солист Милан Паля).